# 小行星2755
小行星2755（2755 Avicenna）是一颗绕太阳运转的小行星，为主小行星带小行星。该小行星于1973年9月26日发现。
該小行星以中世紀波斯哲學家和科學家伊本·西那命名。

## 轨道参数
小行星2755的轨道半长轴为2.8480855 UA，离心率为0.257。